# News Corporation
News Corporation, ofta förkortat till News Corp, är en amerikansk mediekoncern kontrollerad av Rupert Murdoch. Inom koncernen finns bland annat tv-nätverken FOX och My Network TV i USA, Sky i Storbritannien samt STAR i Sydostasien. News Corporation har tidigare ägt Twentieth Century Fox, en amerikansk filmstudio med bas i Los Angeles, Kalifornien.
News Corporation är ett av världens största medieföretag. De av Rupert Murdoch kontrollerade medierna spänner ett brett fält och inkluderar flera med en folklig och populistisk prägel. Här ingår engelska tabloiden The Sun som med en upplaga på 3,2 miljoner är den största engelskspråkiga tidningen.

## Delägarskap

### Böcker
- HarperCollins
- ReganBooks
- Zondervan

### Dagstidningar

#### Australien
- The Australian
- The Weekend Australian
- The Courier-Mail (Queensland)
- The Sunday Mail (Queensland)
- The Cairns Post (Cairns, Queensland)
- The Gold Coast Bulletin (Gold Coast, Queensland)
- The Townsville Bulletin (Townsville, Queensland)
- The Daily Telegraph (New South Wales)
- The Sunday Telegraph (New South Wales)
- The Herald Sun (Victoria)
- The Sunday Herald Sun (Victoria)
- The Weekly Times (Victoria)
- MX (Melbourne and Sydney CBD)
- The Geelong Advertiser (Geelong, Victoria)
- The Advertiser (South Australia)
- The Sunday Mail (South Australia)
- The Sunday Times (Western Australia)
- The Mercury (Tasmania)
- The Sunday Tasmanian (Tasmania)
- Northern Territory News (Northern Territory)
- The Sunday Territorian (Northern Territory)

#### Fiji
- Fiji Times

#### Papua Nya Guinea
- Papua New Guinea Post-Courier

#### Storbritannien
- The Sun
- News of the World
- Times Newspapers Ltd.
- The Sunday Times
- The Times
- The Times Educational Supplement
- The Times Literary Supplement

#### USA
- New York Post
- Wall Street Journal

### Magasin och veckotidningar
- SmartSource
- TV Guide
- The Weekly Standard (Washington, D.C.)
- Wired magazine[källa behövs]
- Alpha Magazine
- Love It
- InsideOut
- The Travel Magazine
- Dannii

### Sport
- 50 % av National Rugby League (Australien och Nya Zeeland)
- Majoritet av ägarskapet i lagen Brisbane Broncos, Melbourne Storm och North Queensland Cowboys.

### Filmbolag
- Twentieth Century Fox
- Fox Searchlight
- Fox Television Studios
- Fox Studios Australia, Sydney, New South Wales
- Fox Studios Baja, Rosarito
- Blue Sky Studios

### TV

#### USA
- Fox Broadcasting Company
- My Network TV
- Fox Television Stations Group
- Fox College Sports
- Fox Movie Channel
- Fox News Channel
- Fox Reality
- Fox Sports Net
- Fox Soccer Channel
- Fox Sports en Español
- Fox Sports en Latinoamérica
- Foxtel (25 %)
- FX Networks
- National Geographic Channel (67 %)
- SPEED Channel
- Fuel Channel
- Big Ten Channel
- DirecTV Group, Nord- och Sydamerika (38,3 %)

#### Bulgarien
- bTV

#### Serbien
- Fox Televizija

#### Indonesien
- ANTV

#### Turkiet
- TGRT

#### Storbritannien
- British Sky Broadcasting, Storbritannien (38,3 %).

#### Sydamerika
- DirectTV Latin America

#### Brasilien
- Sky Brasil (tillsammans med Globopar)

#### Mexiko
- Sky Mexico

#### Australien
- Foxtel, Australien (25 %)

#### Italien
- Sky Italia

#### Asien
- STAR TV

#### Indien
- Tata Sky i Indien (20 %)

### Internet
- Grab.com
- IGN (Inkluderar IGN, GameSpy, Rotten Tomatoes och Askmen.com)
- News.com.au
- What if Sports.com
- Scout.com

## Kritik
News Corporation har anklagats för skattesmitning, till exempel betalade de bara 6% av sin totala vinst i skatt under en fyraårsperiod vilket kan jämföras med Walt Disney Company som betalade 31% under samma period.

### Politiskt inflytande
News Corps dotterföretag News Corp Australia har en så dominerande marknadsandel av tryckt media (59%) i Australien att de ensamma anses kunna ha ett avgörande inflytande över opinionen i landets politik. I det australiensiska parlamentsvalet 2013 stödjer News Corps kvällstidningar öppet den borgerliga högerkoalitionen mot Labour Party. I det föregående valet stödde man däremot Labors kandidat Kevin Rudd men ändrade inställning när han föreslog ökad beskattning på storföretag och deltog därefter i en medial smutskastningskampanj som ledde till ledarbyte i partiet. Inflytandet över australiensisk media är så stort att det kan bli svårt att hitta tidningar eller tv-kanaler villiga att sända kritik mot Rupert Murdoch eller News Corp.